# Terrassa (Gavet de la Conca)
Terrassa és una caseria, ara despoblada, de l'antic terme de Sant Serni, actualment del de Gavet de la Conca.
Està situat a un quilòmetre i mig al nord-est de Sant Serni, i a 1,8 quilòemtres al sud-oest de Gavet, en una terrassa -d'on el nom- en un coster que davalla dels serrats del Negre i del Magre en direcció nord-oest.

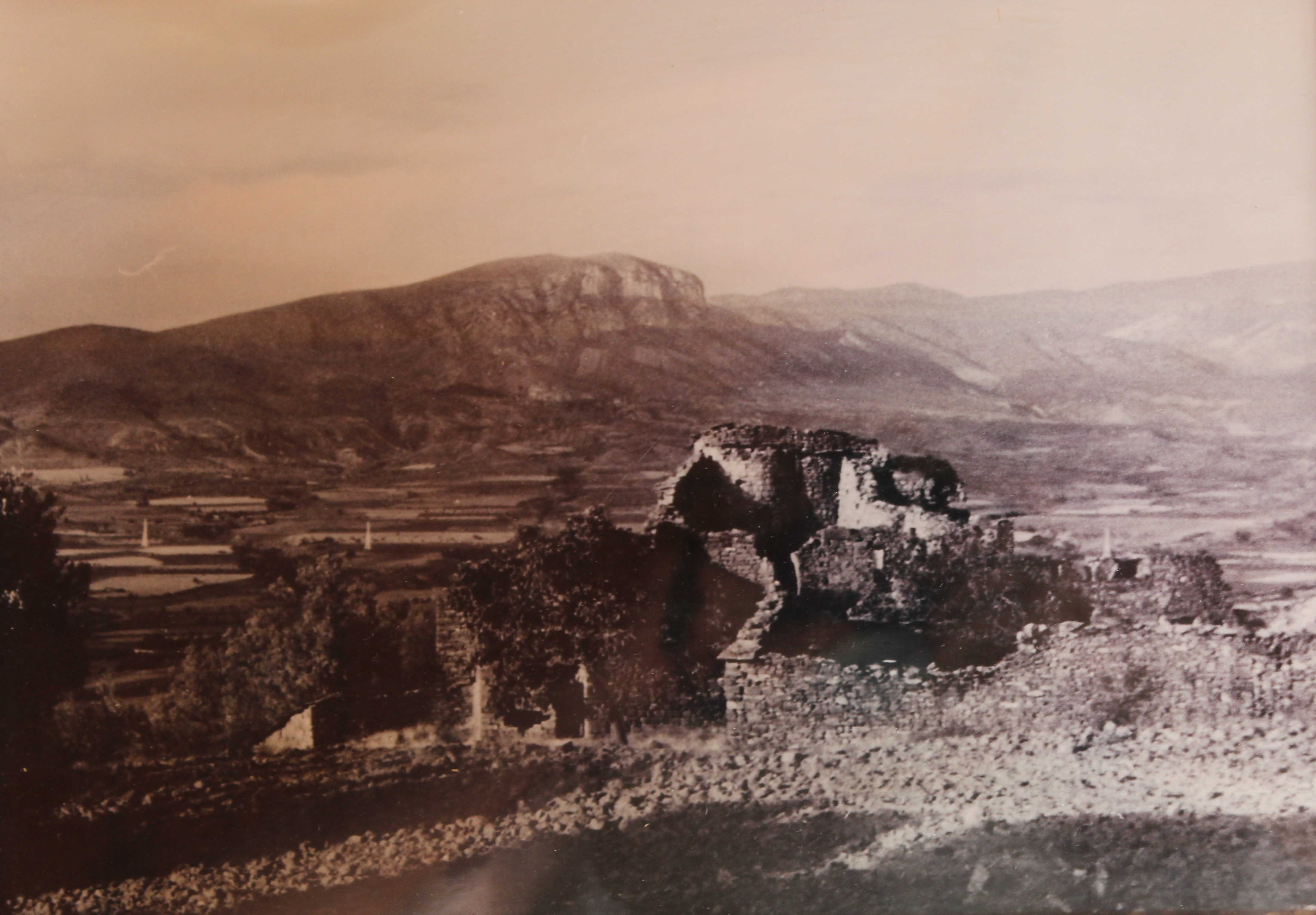
Estat del despoblat de Terrassa durant la segona meitat del s. xx.

Tenia església parroquial, romànica, dedicada a santa Maria. Actualment està desafectada, atès que es troba en ruïnes.
Terrassa apareix en el Fogatge del 1553 amb un sol foc (uns 5 habitants).
En el Diccionario geográfico... de Pascual Madoz consta tant a l'article de l'ajuntament de Sant Serni com en el de Gabet y Fontsagrada, tot i que en el primer cas es pot interpretar que només es refereix a la seva dependència parroquial. En el de Gavet diu que Terrassa té 3 cases de mala construcció. També diu que la caseria és en un lloc ben ventilat, però arrecerat dels vents del sud-est, amb un clima fred, però saludable.